# Светогоров, Александр Павлович
Алекса́ндр Па́влович Светого́ров (10 [23] апреля 1904 — 26 июня 1935) — советский полярный лётчик, участник спасения экипажа и пассажиров парохода «Челюскин», военморлёт (военный морской лётчик) категории К-6, старший лётчик сухопутной авиации 5-й категории (1-й класс). Член ВЛКСМ с 1919 года, член РКП(б)/ВКП(б) с 1924 по 1929 годы.

## Биография
Светогоров Александр Павлович родился 10 апреля (23 апреля по новому стилю) 1904 г., уроженец д. Ширяева Клинского уезда Соголоевской волости Московской губернии, ныне д. Ширяево Клинского района (Воронинский сельсовет) Московской области, в Хабаровске проживал с 1930 г.
С 1912 по 1916 гг. учился в сельской школе при бумагопрядильной фабрике «Товарищества Высоковской мануфактуры» в д. Некрасино Клинского уезда Петровской волости Московской губернии.
С 1920 г. уехал в Москву, вступил в ряды РККА, работал водителем в Морском штабе Республики (Штаб Коморси), возил командующего Э. С. Панцержанского.
В 1923 г. поступил в Егорьевскую военную школу (Московская обл.) Красного Воздушного флота, ныне ЕАТК ГА им. В. П. Чкалова.
В 1924 г. перевёлся в Военную школу морских лётчиков (ВШМЛ им. Троцкого) в Севастополе (совр. назв. ЕВВАУЛ), работал там же инструктором.
В 1925 г. окончил Высшую военную авиационную школу воздушной стрельбы и бомбометания в Серпухове (совр. назв. ОВВАКУЛ).
С 1924 по 1930 гг. служил в бригаде ВВС РККА на Центральном аэродроме г. Москвы им. Л. Д. Троцкого (им. М. Ф. Фрунзе) — Ходынский аэродром — Научно-испытательный институт — НИИ ВВС РККА.
С 1925 г. — в Московском военном округе (МВО), в 8-й эскадрильи ВВС РККА.
С 1927 г. участвовал в борьбе с басмачеством, был прикомандирован к РВС САВО — Реввоенсовет Среднеазиатского военного округа (штаб Ташкент) — старшим лётчиком из 8-й отдельной разведывательной авиаэскадрильи, переименованной затем в 30-ю авиаэскадрилью 10 авиабригады МВО (далее носила номер 13-й авиаэскадрильи/часть № 1085).
Разрешено ношение и хранение оружия системы «Коровина» — ТК (приказ ОГПУ № 25/9 от 13.01.1928 г.)
01.12.1930 г. уволен из рядов РККА, из 30-й авиаэскадрильи (приказ РВС СССР по л/с № 920/278-30 г.).
С 1930 г. переведён в Хабаровск, на службу в 68-й отдельный речной гидроавиаотряд (ОРЕЧГАО) Дальневосточной Краснознамённой военной флотилии (Амурской Краснознамённой военной флотилии АмВФ — ВВС ОКДВА — Амурские ВВС).
С 1931 по 1933 гг. работал инструктором Хабаровской краевой школы гражданских пилотов (ШГП) им. И. С. Уншлихта Далькрайсовета Осоавиахима (является учителем прославленной фронтовой лётчицы, Героя СССР — Нины Максимовны Распоповой, как инструктор, Светогоров выпустил её в первый самостоятельный полёт в Хабаровске), с 1932 г. — начальник школы пилотов.
С 14.08.1933 г. по 20.02.1935 г. — служба в погранвойсках, лётчик, командир звена 11-го (ныне 7-го) отдельного морского авиационного пограничного отряда в составе 2-го (ныне 5-го) отдельного авиаотряда (затем, эскадрильи) погранвойск Управления Краснознаменной пограничной и внутренней охраны (УКПВО ДВК), база в Петропавловск-Камчатском. Числился в личном составе 11-го погранотряда (г. Сад-город Приморского края; приказ командира отряда от 07.09.1933 г., № 29).

### Спасение челюскинцев
18 февраля 1934 года лётчик Светогоров командирован из Петропавловск-Камчатского во Владивосток, в распоряжение уполномоченного Главного управления Северного морского пути Пожидаева Г. А. для участия в снаряжаемой экспедиции для оказания помощи экспедиции и команде «Челюскина» на Чукотке.
Из сводки Управления Краснознаменной пограничной охраны и войск полномочного представительства ОГПУ Дальневосточного края об обстановке в районе аварии «Челюскина» и мерах, принимаемых по спасению его экипажа 23 февраля 1934 г., 12 час.:

 Камчатка сообщает: ближайший пункт к месту катастрофы — мыс Онман, 120 км. В районе Онмана имеются чукотские стойбища с собаками; наши ближайшие пункты к Онману, Уэлену, Дежнево, Северному на среднем расстоянии до 10 дней пути на собаках. Использование оленей на мор[ском] берегу невозможно ввиду отсутствия для них кормов.
Радиосвязь Камчатка имеет с Уэленом с большими перебоями, не более одного раза в сутки. Другой пункт рации — мыс Северный (в отношении которого Управление Краснознаменной погранохраны предписало перебросить его к району аварии).
Исходным пунктом действия спасательных групп явится мыс Онман, прибытие на который группы Хворостянского, а за ним и Небольсина, по мнению Камчатки, ожидается к 24-25 февраля в случае благоприятной погоды, которая последние 10 дней неблагоприятна: пурга и облачность…

18 февраля 34 г. в 00. 45 мин. Правительственной комиссией во изменение своего первого решения о посылке на мыс Северный — Уэлен [самолета] С-62 Камчатской эскадрильи предложено отправить из Петропавловска два АШ-2, которые вместе с самолетами Главного управления Северного морского пути должны быть погружены на пароход «Смоленск», ожидающийся из Владивостока.

Этим же распоряжением комиссией предложено ввиду недостатка лётчиков, имеющих опыт полярных полётов, командировать во Владивосток нашего лётчика Светогорова в распоряжение уполномоченного Главного управления Северного морского пути Пожидаева для участия в снаряжаемой экспедиции в составе трех самолетов Р-5 для оказания помощи экспедиции и команде «Челюскина».

В развитие распоряжения Главного управления погранохраны ОГПУ от 18 февраля 1934 г. Управление Краснознаменной погранохраны предписало начальнику Камчатского погранотряда подготовить два самолета АШ-2 и в разобранном виде погрузить в трюмы ожидающегося парохода.

18 февраля 1934 г. Правительственной комиссией дано распоряжение пароходу «Сталинград» (находящемуся на западном побережье Камчатки) направиться в Петропавловск для участия в походе с экспедицией по спасению челюскинцев.

Учитывая, что пароход «Смоленск», в настоящее время находящийся во Владивостоке, подлежит разгрузке и с новой погрузкой для экспедиции значительно задержится, краевыми органами принято решение: пароход «Сталинград» перебросить до Олюторки сразу же после прихода его в Петропавловск, не ожидая «Смоленска». Далее Пармичев летит на Уэлен и возглавляет на месте всю летную группу, в том числе самолеты Гусина, подчиняясь только Шмидту.

19 февраля Петропавловскому погранотряду дано распоряжение к прибытию парохода «Сталинград» подготовить для погрузки самолеты погранохраны и для отправки их в Олюторку, где разгрузить самолеты, откуда последние полетят в Уэлен. Запаса угля на «Сталинграде» имеется 560 тонн плюс 200 тонн пограничного запаса в Петропавловске, какового хватит для похода до Олюторки.

19 февраля 1934 г. в 13 час. 35 мин. пароходу «Смоленск», находящемуся во Владивостокском порту, отдано распоряжение срочно разгрузиться от соли, погрузить уголь для своего похода и для возвращения «Сталинграда», погрузить самолеты Р-5 и все необходимое для экипажа «Челюскина» и срочно направиться вслед за «Сталинградом». Таким путём выигрывается почти 20 суток для ускорения помощи… 17 февраля 1934 г. Камчатский погранотряд сообщил, что в районе местонахождения «Челюскина» свирепствовала пурга, которая не ослабевала и в районе Уэлена. Лед от берега в районе Уэлена оторван, причем южный ветер продолжает создавать угрозу дальнейшего отхода льдов от берега. До наступления ветра с севера нарты в море пойти не смогут.
По тем же сведениям, дополнительно к отправленным в Уэлен собакам в бухте Лаврентия мобилизуется еще 15 нарт.
Связь из Петропавловска с Уэленом осуществляется только раз в сутки с большим затруднением.
Начальник Управления Краснознамённой погранохраны и войск ОГПУ Дальневосточного края Чернышев.

Начальник отделения Кан.

С 19.03.1934 г. убыл из Владивостока в командировку «по спасению экспедиции т. Шмидта» (приказ командира погранотряда от 19.03.1934 г., № 34) на пароходе «Совет» → пароход «Сталинград».
Будучи командиром авиазвена Камчатского погранотряда, совершил перелёт на самолёте «Савоя С.62бис» (летающая лодка с закрытой кабиной для экипажа из 3 чел.: лётчик-наблюдатель Тесаков, техник Лукичёв и стрелок-моторист Жук (вместо Тесакова полетел врач Л. М. Старокадомский) с парохода «Сталинград» (капитан В. А. Каргальсков; в Петропавловске принял командование Василий Петрович Сиднев — капитан парохода «Совет») около о. Св. Матвея в Беринговом море.
Самолёт Светогорова совершил успешную посадку в п. Провидения около 18 часов 30 апреля 1934 г. Через день пограничный лётчик вылетел в Уэлен, откуда привёз 8 челюскинцев и среди них восьмимесячного ребёнка, родившегося на пароходе.
Из донесения Управления Краснознаменной пограничной охраны и войск ОГПУ Дальневосточного края заместителю председателя Совнаркома В.В. Куйбышеву о месте нахождения и состоянии здоровья спасенных челюскинцев 6 мая 1934 г.:

 4 мая утром лётчиками Светогоровым, Дорониным, Демировым и Пивенштейном вывезено из [бухты] Лаврентия в [бухту] Провидения 17 чел. Распределение челюскинцев к полудню 4 мая: в Уэлене 2 чел.; радист Иванов, моторист Погосов, ждущие отправки на о. Врангеля; в [бухте] Провидения 55 чел.; в [бухте] Лаврентия 45 чел. В [бухте] Лаврентия приходится оставить 16 чел. больных, 5 женщин, 3 слабых, 12 обслуживающих больницу. Всего должно остаться в [бухте] Лаврентия 36 челюскинцев. В [бухте] Провидения сейчас находится всего 97 чел.; считая челюскинцев, лётный состав, а также зимовщиков Северного. [Бухта] Провидения крайне перегружена, нет больницы. Считаю целесообразным произвести переброску самолетами части больных с мыса Северный в [бухту] Лаврентия, одновременно необходимо разрешить вопрос подхода «Красина» или «Сталинграда» непосредственно в [бухту] Лаврентия для погрузки больных, слабых и других.
Начальник Управления Краснознаменной погранохраны и войск ОГПУ Дальневосточного края Чернышев.

С врачом Старокадомским пограничный лётчик в начале мая совершил полёт на мыс Северный (ныне Отто Шмидта), откуда эвакуировал 6 больных цингой моряков с парохода «Хабаровск», зимовавшего во льдах Чукотского моря. Челюскинскую лётную эпопею Александр Светогоров завершил без единой поломки.
Из справки №170 от 23.09.1934 г. начальника авиационного отделения УПВО — Управления пограничной и внутренней охраны УНКВД ДВК Э. М. Лухта:

 «4 мая 1934 года Светогоров, прибыв на пароходе „Сталинград“ в район Чукотки, взлетел на самолёте „Савоя С.62бис“ со льда на лыжах [около о. Св. Матвея в Беринговом море] с врачом Леонидом Михайловичем Старокадомским, перебросил группу челюскинцев от с. Уэлена до п. Провидения — точки сбора зимовщиков, также транспортировал горючее. Всего Светогоров доставил в п. Провидения — основную точку сбора зимовщиков — 29 пассажиров и членов экипажа затонувшего парохода „Челюскин“. С врачом Старокадомским Светогоров в начале мая совершил полёт на мыс Шмидта, откуда эвакуировал 6 больных цингой моряков с парохода „Хабаровск“, также зимовавшего во льдах Чукотского моря. Челюскинскую лётную эпопею Александр Светогоров завершил без единой поломки». Э. М. Лухт. Передана по телефон-коммутатору НКВД ДВК, Хабаровск.
Выписка из исторического формуляра за 1934 год Пятого (тогда Второго) объединенного авиационного отряда ФСБ России (тогда ОГПУ) (г. Елизово, Камчатский край):

…В феврале 1934 года эскадрилья послала на помощь челюскинцам три самолета: два АШ-2 и один «Савойя» С-62 бис, пилотируемый летчиком Светогоровым.

Желающих было гораздо больше, желающими лететь были все, но — «товарищи — говорил помполит — мы должны обеспечить неприкосновенность наших границ, а тем самым и успех операции по спасению челюскинцев». И все понимали, что помполит прав и ещё больше работали, учились, осваивали новые места.

28 марта из Петропавловска вторым рейсом на север отходил пароход «Сталинград». На его борту находились мощные спасательные средства: два дирижабля, аэросани, нарты, самолёт Болотова. Наша экспедиция погрузила на борт парохода самолет «Савойя» С-62 бис — летчик Светогоров, летнаб — Тесаков, техник — Лукичев, стрелок-моторист — Жук.

Пытаясь пройти на север, пароход попал в тяжёлое положение. 20 суток стоял он сжимаемый со всех сторон льдами. Сжатие доходило до такой степени, что в носовой части было повреждено 27 шпангоутов. Можно было ожидать, что экспедиции самой придётся высаживаться на лёд. Но ветер повернул, и в ледяном поле образовались разводья. Пароход смог выйти на чистую воду.

Через сутки пароход снова встретил крепкий спаянный лёд, обойти который было нельзя. Решили производить взлёт с ледового аэродрома [около о. Св. Матвея в Беринговом море]. 29 апреля выгрузили самолёт, который через три часа был собран. Рано утром 30 апреля самолёт взлетел, взяв с собой медикаменты и полярного врача Старокадомского. Уже через несколько минут пароход скрылся в тумане.

В течение 4 часов продолжался бреющий полёт над ледовым полем, покрытым торосами и разводьями. Вспуганные самолётом взлетали с разводей птицы. В 8 часов произвели посадку в бухте Провидения, где находилась база экспедиции по спасению челюскинцев. Через день самолёт прилетел в бухту Уэлен, откуда в бухту Провидения были доставлены первым рейсом челюскинцы, среди которых была женщина с девочкой Кариной, родившейся на пароходе «Челюскин» в Карском море. Всего самолётом с разных пунктов было переброшено 29 человек челюскинцев. Кроме того, в задачу самолёта входило снабжение челюскинцев провизией. И эту задачу экипаж выполнил с честью.

По выполнению задания по оказанию помощи челюскинцам экипаж выполнил правительственное задание по перелёту на мыс Шмидта. Самолёт доставил на мыс Шмидта в помощь местному населению: чукчам и эскимосам врача Старокадомского и медикаменты. С мыса Шмидта в бухту Провидения были доставлены шесть человек больных цингой из зимующих на пароходе «Хабаровск». На этом были окончены полёты на Крайнем Севере…

Председатель спецкомиссии по спасению челюскинцев В. В. Куйбышев, в интервью иностранным журналистам назвал Светогорова «лучшим полярным лётчиком СССР».
Из донесения полномочного представителя ОГПУ Дальневосточного края о награждении пограничников, отличившихся при спасении челюскинцев 10 мая 1934 г.:

 Направляется представленный начальником Камчатского погранотряда список пограничников, подлежащих награждению за работу по спасению челюскинцев. Со своей стороны считаю, что представляемые все заслуживают награждения от Правительственной комиссии и ОГПУ, но среди них особо отмечаю: <...>

2) Командира авиазвена погранотряда Светогорова Александра Павловича.
Светогоров один из лучших наших лётчиков, знакомый с условиями полярных полетов, энергичный, настойчивый, сделал перелет с парохода «Сталинград» в бухту Лаврентия и перебросил группу челюскинцев от Уэлена до [бухты] Провидения и [вернулся] обратно для транспортировки горючего.
Безусловно заслуживает быть отмеченным за эту работу и награждённым орденом Красной Звезды.
<...> 
Полномочный представитель ОГПУ по Дальневосточному краю Дерибас.

Однако во всеобщей суете перелёт лётчика Светогорова с о. Св. Матвея в Беринговом море в Уэллен на «Савое С.62бис» — это около 350 км над ледяной шугой в океане — остался совсем незамеченным.

### Гражданская служба
5 февраля 1935 года Светогоров лётно-врачебной комиссией был уволен «в запас НКВД».
С 13 марта 1935 г. зачислен на службу в ДВТУ ГВФ (Дальневосточное территориальное управление Гражданского воздушного флота, Гражданвоздухофлот — «Аэрофлот») 13-го гидроотряда Дальневосточного управления ГВФ (база в Хабаровске).
26 июня 1935 года погиб в авиакатастрофе, управляя пассажирским самолётом «Савоя С.55П» (борт СССР Л840) в Дальневосточном крае.
Перелёт выполнялся по маршруту «Александровск-Сахалинский — Хабаровск». Разбившийся самолёт «Савоя С.55П» («П» — пассажирский) был найден в распадке между гор, в 67 км от нп. Лазарево Нижнеамурского района в составе Нижнеамурской области (областной центр — г. Николаевск-на-Амуре) Дальневосточного края — ныне рп. Лазарев Николаевского района Хабаровского края.

## Хроника последнего полёта
Самолет Светогорова разбился 26 июня 1935 г., ориентировочно после 12 ч. дня (последний радиосеанс был в 11 ч. 58 мин., не вышел на связь через 1 ч. 10-15 мин.).
Маршрут: Александровск-Сахалинский (в те годы административный центр Сахалинской области) — Хабаровск (полётное время в пути 5 ч. 20 мин., протяженность 920 км, через п. Де-Кастри), вылетел с Сахалина в 10 ч. 40 мин. Из Хабаровска обычно летели над Амуром, от Софийска поворачивали курсом на оз. Кизи и, оставляя справа Де-Кастри, выходили на Татарский пролив (обратно — так же).
На борту находилось 9 пассажиров (среди них 1 ребенок) и 3 члена экипажа — всего 12 человек. Экипаж: командир Александр Павлович Светогоров, радист Леонид Ефремов, бортмеханик Иван Григорьевич Стыченко. Пассажиры: директор Тымовской (Рыковской) МТС (машинно-тракторная станция в селе Воскресеновка Тымовского района Сахалинской области) Антон Васильевич Шереметьев, главный бухгалтер МТС Степан Щетинин, главный механик МТС Сергей Валентинович Вараксин, его жена Анна Григорьевна Ильинская (Вараксина) с ребёнком, бухгалтер «Сахлестреста» Грановский, супруга сотрудника областного земельного управления Мария Александровна Докучаева, сотрудники аппарата уголовного розыска (АУР) НКВД ДВК — Корнышен (Корнишин) и Меднис.
В качестве груза перевозилось до 1 млн рублей (деньги Тымовской МТС) и 157 кг почты.
Район падения: распадок между гор, в 67 км от нп. Лазарево Нижнеамурского района в составе Нижнеамурской области (областной центр — г. Николаевск-на-Амуре) Дальневосточного края — ныне рп. Лазарев Николаевского района Хабаровского края; квартал 355—356 Нижнеамурского лесничества.
Географические координаты места авиакатастрофы самолета «Савоя С.55» установлены: 52°19′34″ с. ш. 140°51′57″ в. д., место находится на высоте 371 метр над уровнем моря;
Комиссия Гражданвоздухофлота: С. А. Барминский — особый отдел (контрразведка) ОКДВА и УГБ УНКВД по ДВК, П. Листовский — крайком комсомола (секретарь Далькрайкома ВЛКСМ), Хорин — ОВС ОКДВАрмии, Мильвид — ОВС ОКДВАрмии.
Причина аварии: нелётная погода.
В Государственном архиве Хабаровского края имеется протокол № 121 заседания бюро Далькрайкома ВКП(б) от 31.08.1935 г. по материалам обследования Дальневосточного территориального управления Гражданвоздухофлота, в чьём ведомстве и была «Савоя С.55П», где записано: «основной и главной причиной гибели самолета является вылет в нелётную погоду».
С Сахалина самолёт Светогорова был вызван срочной «диспетчерской телеграммой о возвращении в Хабаровск» диспетчером Бураго. Начальник Александровск-Сахалинского гидропорта Константин Иванович Моничев за выпуск самолёта 26 июня 1935 года в нелётную погоду отдан под суд.
Исполнительный директор Межгосударственного авиационного комитета (МАК) Виктор Сороченко в письме за № 03-291 от 15.10.2015 г. в Хабаровское краевое отделение ВООПИиК сообщает, что МАК «не видит оснований сомневаться в выводах о причинах катастрофы самолета „Савоя С.55“ 26 июня 1935 года, сделанных комиссией Гражданвоздухофлота».
В сентябре 1935 г. на разбившийся самолёт набрели охотники — Владимиров и Краснов.
15 сентября 1935 года борт «СССР Л 840»  был исключен из реестра ДВТУ ГВФ.
Свидетельство о смерти за № 2984 от 03.11.1936 г., выдано Хабаровским городским бюро ЗАГСа на имя А. П. Светогорова, 31 года, погибшего «по причине воздушной катастрофы», «место захоронения — не известно».
Экипаж и пассажиры 81 год не были захоронены.
По данным экспертизы КГБУЗ «Бюро судебно-медицинской экспертизы» в Хабаровске — по костным останкам (193 ед.) определена принадлежность ориентировочно к 6 группам (6 чел./5 черепов; 5 муж./1 жен.).
Захоронение останков экипажа и пассажиров произведено 25 июня 2016 года на Аллее памяти Матвеевского кладбища Хабаровска.
4 июля 2016 года Комсомольский-на-Амуре следственный отдел на транспорте Дальневосточного следственного управления (ДВСУТ) СКР по факту крушения самолёта «Савоя С.55П» отказал в возбуждении уголовного дела, завершив проверку.
В 2018 году Ульчский районный суд Хабаровского края по иску МТУ Росимущества к местному жителю возвратил два двигателя гидросамолёта «Савоя С.55П» государству.

## Поиски Светогорова
К месту катастрофы самолёта Светогорова совершено несколько экспедиций:
— первая: в 1936 г.
комиссия по розыску самолёта в составе т.т. Остапенко, Лапина и Семена Израилевича Западного.
— вторая: в 1971 г.
в составе: бортмеханик Владимир Павлович Мороков (лично знал Светогорова), прокурор-криминалист Хабаровской краевой прокуратуры Леонид Поликарпович Скрыпкин-Кибас, начальник аварийно-спасательной службы Дальневосточного управления гражданской авиации (ДВУ ГА) Виктор Сергеевич Нуждин. Николаевский-на-Амуре авиаотряд, Ил-14, вертолёт Ми-1 — найдены планшет пилота, принадлежавший Светогорову, детские сандалии, дамская сумка, чемоданы.
— третья: в 1974 г.
в составе: работники Хабаровской краевой прокуратуры.
— четвертая: в июле 2006 г.
в составе: главы администрации п. Лазарев Владимир Викторович Сергеев, начальник территориального пункта милиции п. Лазарев Тимур Владимирович Васельков и несколько милиционеров. Как сообщил глава Николаевского района Валерий Павлович Долматов, были найдены останки, изъяты кости для экспертизы, серебряные швейцарские часы марки П. Буре (№ 519750) с дарственной подписью: «тов. Свя[е]тогорову А. П. за успешный перелет Хабаровск-Камчатка 31.VI-29.VII.33 г. ПП ОГПУ ДВК», кожаный чехол — грамота Светогорова на знак «Почётный работник ВЧК-ГПУ (XV)», именная табличка от пистолета «Первачу к-[расно]ф[лот]цу Шереметьеву А. от личного состава Мор-авиа-парка».
— пятая: в августе 2006 г.
в составе: журналисты «Первого канала» (Андрей Бердников, оператор Сергей Шульга) и старший научный сотрудник отдела современной истории Хабаровского краевого краеведческого музея им. Н. И. Гродекова Алексей Вячеславович Шестаков. Найдены бортовой гидрокомпас (насос водяной с автоматической ручкой), иллюминатор (плексиглас, металл), женские серебряные швейцарские часы «Borel Neuchatel» (№ 405528 с гравировкой «В. А.»), советские монеты (5 коп. 1926 г., 15 коп. 1931 г., две по 20 коп. 1932 г.).
— шестая, седьмая: декабрь 2007 г., август 2008 г.,
в составе и под руководством энтузиаста Ивана Федоровича Шило, его сыновей Дмитрия и Сергея, из с. Аннинские Минеральные Воды Ульчского района Хабаровского края. Вывезены два двигателя самолёта в Николаевск-на-Амуре, затем в Комсомольск-на-Амуре.
Останки с места аварии, как безымянные, прихоронены в 2009 г. на местном кладбище в п. Лазарев Николаевского района частным лицом — Александром Павловичем Лещиной (приёмный отец теперь уже бывшего главы п. Лазарев В. В. Сергеева).
— восьмая: 25 августа — 1 сентября 2015 г.
Приморская региональная молодежная общественная организация «Поисковое объединение „АвиаПоиск“», которая входит в Общероссийское поисковое движение России (Ярослав Ливанский, Александр Панасенко). Найдены останки 4 человек (собраны 118 костных фрагментов пассажиров и членов экипажа).
— девятая: 28 сентября — 5 октября 2015 г.
Следственная бригада Дальневосточного следственного управления на транспорте СКР, Комсомольский-на-Амуре отдел на транспорте; общественный Совет по изучению и сохранению исторического наследия, пропаганды и популяризации малоизвестных исторических событий, связанных с обороной Тихоокеанских рубежей российского Дальнего Востока при ВООПИиК. Изъяты костные останки, в том числе произведена эксгумация в прихороненной могиле части останков в п. Лазарев. Отправлены в КГБУЗ «Бюро судебно-медицинской экспертизы» в Хабаровск. Останки захоронены в Хабаровске 25 июня 2016 года.
— десятая: в августе 2016 г.
Группа «Поисковое объединение „АвиаПоиск“» вновь работала на месте авиакатастрофы, найденные останки (обнаружены 193 человеческих костных фрагмента и личные вещи пассажиров и экипажа) сданы следователям Дальневосточного следственного управления на транспорте (ДВСУТ) СКР в Хабаровске.

## Награды
- В 1929 году «за оперативную работу» Светогоров представлен к ордену Красного Знамени.
- В 1934 году Светогоров представлен к ордену Красной Звезды «за спасение челюскинцев» (донесение ПП ОГПУ ДВК от 10.05.1934 г.)[50].
- В 1934 году Светогорову присвоено звание «Почётный чекист» и выдан знак «Почётный работник ВЧК-ГПУ (XV)» «За участие в спасении челюскинцев» (постановление коллегии ГПУ от 07.07.1934 г., приказ ОГПУ СССР № 131)[51][52].
- В 1933 году вручены наградные карманные серебряные швейцарские часы марки П. Буре (№ 519750) с дарственной подписью: «тов. Свя[е]тогорову А. П. за успешный перелет Хабаровск-Камчатка 31.VI-29.VII.33 г. ПП ОГПУ ДВК».

## Воспоминания
- Командир 13-го гидроотряда дальневосточного управления ГВФ, полярный лётчик, генерал-майор авиации, Герой Советского Союза Илья Павлович Мазурук.
- Лётчик, Герой Советского Союза Алексей Николаевич Грацианский.
- Бортмеханик, военный лётчик Матвей Леонтьевич Шемяков[53].
- Один из первых хабаровских пилотов Михаил Евгеньевич Сахаров.
- Воспитанница хабаровской краевой школы гражданских пилотов (ШГП) им. И. С. Уншлихта Далькрайсовета Осоавиахима, ученица Светогорова — Анна Федоровна Кирюхина (19.12.1912 г. — 21.12.2010 г.) — жена друга Светогорова — лётчика Петра Игнатьевича Московдова (в краевой школе пилотов младшим инструктором лётчиком работал с 14 июля 1931 г. по 25 апреля 1932 г., ум. в 1967 г.), племянница Наталья Григорьевна Кирюхина.
- Жительница села Воскресеновка Тымовского района Сахалинской области Мария Ивановна Черненинова.
- Сын члена экспедиции, бортмеханика Владимира Павловича Морокова (1914—1977)[54] — Владимир Владимирович Мороков (ум. в 2014 г.).
- Заместитель председателя регионального отделения ДОСААФ России Хабаровского края — начальник отдела авиации РО ДОСААФ России Хабаровского края Анатолий Георгиевич Дудаков[55].
- Директор НП «ДВ Музей авиации», г. Арсеньев (Приморский край) Анатолий Маркович Бортник.

## Личная жизнь
Отец — Павел Васильевич (1870—1941), десятник.
Мать — Татьяна Ивановна, в девич. Волкова (1883—1975).
Всего в семье Светогоровых было пятеро детей, кроме второго сына — Александра: ст. Василий (1900—1923) — художник, Константин (1908—1944) — водитель, Зинаида (1914—1991) — учительница начальных классов и мл. Борис (1916—1973) — судовой механик.
Жена Александра Светогорова — Валентина Ивановна Великанова.
В г. Холмске Сахалинской области проживает родная племянница Александра Светогорова (дочь младшего брата Бориса Светогорова), а также внучатые племянники в Москве, Владивостоке и в Германии (г. Эссен).

## Интересные факты
Лётчика Светогорова журналисты ошибочно, с 30-х годов прошлого века, стали именовать по фамилии через букву «я» — Святогоров, возможно, затем, спутав с почти полным тёзкой — советским разведчиком — Александром Пантелеймоновичем Святогоровым (1913—2008). По данным ЗАГСов администраций г. Хабаровска и Хабаровского муниципального района за 1930—1936 гг., Александр Павлович Светогоров фамилии не менял (справка формы № 35 от 29.09.2015 г. Комитета по делам записи актов гражданского состояния и архивов правительства Хабаровского края).
Хабаровский журналист в 2015 году обратился к президенту России В. В. Путину с предложением за геройский подвиг — спасение челюскинцев — оставшемуся без всяких наград лётчику А. П. Светогорову присвоить посмертно Героя России. «Он достоин и заслуживает стать восьмым Героем спасения челюскинцев в списке, где значатся первые Герои СССР: А. В. Ляпидевский, Н. П. Каманин, В. С. Молоков, С. А. Леваневский, М. Т. Слепнев, М. В. Водопьянов, И. В. Доронин», — сказано в открытом письме.
В 2018 году группу офицеров ВВО наградили медалями «За заслуги в увековечении памяти погибших защитников Отечества» за участие в захоронении летчика-челюскинца Светогорова А. П..

## Адреса
Жил в Хабаровске, на ул. Калининской (ныне ул. Калинина), дом 23, кв. 4 (район назывался Авиагородок). Дом не сохранился.

## Память
- На здании Хабаровского краевого аэроклуба им. Лётчиков-Героев спасания челюскинцев ДОСААФ России (ул. Локомотивная, 12-а) 25 мая 2016 года торжественно открыта мемориальная доска[60] (снята в 2023 г., переставлена на здание Школы ДОСААФ/Центр Воин).
- 25 июня 2016 года на Аллее памяти Матвеевского кладбища Хабаровска (на братской могиле) установлен гранитный памятник А. П. Светогорову, экипажу и пассажирам самолета «Савоя С.55П»[18].

С места события: 
В траурном мероприятии приняли участие военнослужащие Восточного военного округа, Хабаровского местного гарнизона, 11-й армии ВВС и ПВО, пограничного управления ФСБ России по Хабаровскому краю и ЕАО, курсанты Хабаровского пограничного института ФСБ России и Хабаровского филиала Санкт-Петербургского университета гражданской авиации. Все они, в парадном строю, под звуки оркестра, отдали последние почести лётчику-пограничнику Александру Светогорову
- 13 октября 2016 года на здании Провиденского аэропорта на Чукотке установлена мемориальная доска Светогорову[61][62]. В тексте сказано: Сюда, в бухту Провидения — основную точку сбора зимовщиков, в мае 1934 года доставил из села Уэлен 29 пассажиров и членов экипажа затонувшего парохода „Челюскин“
- 6 декабря 2016 года в Хабаровске состоялась премьера документального фильма «Крылья Родины» о Светогорове[63][64][65].
- 4 сентября 2017 года на аллее Героев перед штабом 7060-й авиабазы морской авиации ТОФ (в/ч 69262) в гарнизоне Елизово Камчатского края силами Общественного совета по сохранению исторического наследия Дальнего Востока при ВООПИиК (Хабаровск) открыт мемориальный комплекс Александру Светогорову[66][67].
- 29 июля 2017 года постановлением военного совета 11-й армии ВВС и ПВО самолету Ан-12БК саэ (смешанной авиационной эскадрильи) 35-го отсап (отдельного транспортного смешанного авиационного полка) присвоено почетное наименование «Спасатель челюскинцев летчик Светогоров». 30 августа 2017 года самолет с таким названием начал полеты по России. Ан-12БК «Спасатель челюскинцев летчик Светогоров» — модернизированный, отличается обновлённым бортовым оборудованием, прошел капитально-восстановительный ремонт в 2011—2012 гг. Базируется в п. Ключи-1 (Камчатский край)[68][69][70][71].
- В 2018 году в п. Шевляково городского округа Клин Московской области в честь А. П. Светогорова назван новый парк отдыха[72][73].
- 15 апреля 2019 года остановку «Поворот Хабаровск-2» на проспекте 60-летия Октября в Железнодорожном районе Хабаровска решили переименовать в остановку «Летчика Светогорова»[74]. Против наименования именами собственными общественных остановок выступила мэрия Хабаровска[75][76].
- Средняя школа № 87 Хабаровска получила имя А. П. Светогорова в августе 2020 года[77][78].
- Скверу Министерства обороны РФ в районе остановочного пункта «Портовая» Хабаровск площадью в 1,5 га с кадастровым номером 27:23:0041201:19 мэрия Хабаровска даст имя «Летчика Светогорова»[79].
- В 2024 г. депутаты Хабаровской городской думы приняли решение об установлении мемориальной доски в память о летчике-спасателе челюскинцев Александра Светогорова на фасаде средней школы № 87[80][81].
- 3 октября 2024 г. — на средней школе № 87 им А. П. Светогорова в Хабаровске увековечили память летчика Светогорова, установив мемориальную доску[82].

### Периодика
- А. П. Светогоров. «…И в каждом пропеллере дышит спокойствие наших границ». // «Правда», № 102, 13.04.1934 г.[83],
- Сообщения // «Тихоокеанская звезда», Хабаровск. 02.07.1935 г.; 03.07.1935 г.; 04.07.1935 г.; 11.07.1935 г.,
- И. Мазурук. И все-таки приземления состоялись! / Рейсы «Земля — Ничто»? Антология таинственных случаев // «Техника молодёжи», № 3, 1967 г., стр. 32—34., стр. 34[84],
- С. Глухов. «Второе исчезновение „Савойи“» // «Воздушный транспорт», 24.08.1985 г., Москва,
- В. Котельников. «„Рама“ Александра Маркетти: Летающая лодка „Савойя“ S.55». Золотой век поршневой авиации // Крылья Родины. Научно-популярный журнал/ Национальный авиационный журнал, 1997, № 9. — 32 с., ил. стр. 14—21,
- В. Котельников. История пяти «Савой». // Авиационно-исторический журнал, техническое обозрение «История Авиации», 2000, № 5, стр 1—3,
- В. Котельников. Красные звезды Туркестана. Советская авиация в борьбе с басмачеством 1921—1939. Из истории воздушных войн // «АвиАМастер», № 4 (стр. 32-38), 5 (стр. 12-21, окончание), 2006 г. (Приложение к журналу «Техника молодежи»).
- В. Логинов. «Исчезновения „Савойи“» // «Зеркало недели. Украина», № 5, 06.02.1999 г., Киев,

(газета «Тихоокеанская звезда» — «ТОЗ», Хабаровск (расследование, семь публикаций):
- О. Омельчук. «Тайну авиакатастрофы разгадают через 70 лет?» // «ТОЗ», 05.07.2006 г. (№ 1);
- О. Омельчук. «О пропавшем самолете „Тихоокеанская звезда“ писала в 1935 году» // «ТОЗ», 07.07.2006 г. (№ 2);
- О. Омельчук. «Найден самолет Святогорова?» // «ТОЗ», 13.07.2006 г. (№ 3);
- О. Омельчук. «Пассажиры „Савойи-55“ стали жертвой преступления?» // «ТОЗ», 21.07.2006 г. (№ 4);
- О. Омельчук. «„Разбор полетов“ летчика Святогорова» // «ТОЗ», 29.07.2006 г. (№ 5);
- О. Омельчук. «Самолет „Савойя-55“ открыл еще не все свои тайны» // «ТОЗ», 08.08.2006 г. (№ 6);
- О. Аносова. «Летчик Владимир Мороков опознал самолет Святогорова 35 лет назад» // «ТОЗ», 07.10.2006 г. (№ 7);
- О. Атачкина. «Тайна „Савойи-55“» // «Советский Сахалин», 10.11.2006 г.,
- С. Глухов. «На поиски „Савойи“: Хроника забытой катастрофы» // «Хабаровский экспресс», № 29, 19.07.2006 г.,
- А. Шестаков. «Об экспедиции к месту падения гидросамолета Савойя С.55». // Записки Гродековского музея: Вып. 30. — Хабаровск: Хабаровский краевой краеведческий музей им. Н. И. Гродекова, 2014. — 212 с., стр. 198—206.,
- В. Чусовский. «Часы остановились в полдень или Последний полет Александра Святогорова» // «Пограничник Северо-Востока» (с 2011 г. «Граница России — Северо-Восток», ныне не выходит), 29.04.2009 г.,
- Ю. Ковалев. «Таежная одиссея команды Шило» // «Приамурские ведомости», Хабаровск, 20.05.2009 г.,
- А. Савченко. «С высоты героических лет…» // «Тихоокеанская звезда», 19.07.2011 г.,
- В. Слабука. Челюскинская эпопея [о роли камч. пограничников в спасении экипажа судна, затертого льдами в Беринговом море в 1934 г.]. // Граница России — Северо-Восток. — Петропавловск-Камчатский, дек. 2013 (№ 51); 1-9 янв. 2014 (№ 1), стр. 7; 26 февр. — 4 марта 2014 (№ 8), стр. 9; 5-11 марта 2014 (№ 9), стр. 9.,
- М. Карпач. «Дальневосточный Чкалов» // «Приамурские ведомости», 01.07.2015 г.,
- К. Пронякин. «Тайна Чертова хребта» // «Советский Сахалин», 29.09.2015 г.,
- Ю. Ковалев. «Восхождение к Светогорову продолжается» // «Приамурские ведомости», 14.10.2015 г.,
- К. Пронякин. «Трагедия летчика Светогорова» // «Советский Сахалин», 16.10.2015 г.,
- К. Пронякин. «Трагедия летчика Светогорова» // «Газета на Дом» (Биробиджан, ЕАО), 21.10.2015 г.,
- К. Пронякин. «Трагедия летчика Светогорова» // «Арсеньевские вести» (Приморский край, Владивосток), 21.10.2015 г.,
- К. Пронякин. «Трагедия летчика Светогорова-2» // «Газета на Дом» (Биробиджан, ЕАО), 28.10.2015 г.,
- К. Пронякин. «Трагедия летчика Светогорова» // «Российская газета. Неделя. Дальний Восток», 19.11.2015 г.,
- К. Пронякин. «Кто был на штурвалом „Савоий“?» // «Советский Сахалин», 20.11.2015 г.,
- К. Пронякин. «Итальянскому самолету „Савоя С.55“ предлагают поставить памятник» // «Газета на Дом» (Биробиджан, ЕАО), 09.12.2015 г.,
- В. Пылаев. «Катастрофа на Чертовом хребте» // «Суворовский натиск» (газета ВВО), 11.12.2015 г., 18.12.2015 г.,
- К. Пронякин. «Летающая лодка с легендарной судьбой» // «Советский Сахалин», 11.12.2015 г.,
- К. Пронякин. "Тайна самолета «Савойя С.55» // «Прогресс Приморья» (Приморский край, г. Арсеньев), № 48, 11.12.2015 г.,
- C. Pronyakin. «Trovati in Russia i motori di un aereo italiano di 82 anni fa» (рус. «Двигатели с итальянского самолета 82-летней давности нашли в России в полной сохранности») // «Информационное агентство „Спутник“, Италия (МИА „Россия Сегодня“)», 13.12.2015 г.,
- К. Пронякин. «Трагедия летчика Светогорова» // «Аргументы времени» (Хабаровск, ДФО), № 4, 2015 г., стр.40—45,
- F. Bugada. «Alla ricerca dell’arca perduta. Cosa resta dell’S.55?» (рус. «В поисках утраченного ковчега. Что осталось от С.55?») // «VFR Aviation» (Italia), № 1, 2016 г., p. 900—907,
- К. Пронякин. «Последний челюскинец» / «Родина», № 816 (8), август 2016 г., стр. 22—24.
- Ю. Вятржик. Хабаровск-Сахалин: Хроника первого перелета. // Лит.-познават. журнал МБУ «Южно-Сахалинская централизованная библиотечная система» «Слово», № 15, 2021 г., стр. 3-7.
- Пронякин К. А. Виражи летчика Светогорова. В Хабаровске вспомнили спасателя челюскинцев. // «Приамурские ведомости», № 15, 17 апр. 2024 г., стр. 12.

### Книги
- Буяков А. М. Ведомственные награды ОГПУ-НКВД (1922—1940): 1932—1940 гг. Ч.2. Знак «Почётный работник ВЧК-ГПУ (XV)». — Владивосток: Русский остров, 2008. — 504 с., стр. 228;
- Виражи летчика Светогорова: иллюстрированный альбом к книге «Красный сон Светогорова»/ Текст К. А. Пронякина. — Хабаровск, 2016. — 24 с., ил. (Серия: История развития гражданской авиации на Дальнем Востоке);
- Героическая эпопея: Альбом фото-документов. Арктический поход и гибель «Челюскина» — Ледяной лагерь — Советское правительство организует спасение — Летчики — Герои Советского союза — Страна советов встречает героев Арктики. Общ. ред.: Л. Мехлиса, И. Веритэ, И. Богового, И. Баевского. — М.: Изд. ред. Правды Партиздата ЦК ВКП(б), 1935. — 154 с., ил., стр. 124 — карта;
- Героический поход. «Правда» о полярной экспедиции «Челюскина». — М.: Правда, Изогиз, 1934. — 52 с. (Специальный выпуск газеты «Правда»), стр. 40, 42;
- Глухов С. А. Взлет. Страницы героизма и славы дальневосточных авиаторов. — Хабаровск: Кн. изд., 1983. — 176 с.;
- Глухов С. А. Тревожные широты. Документальное повествование о челюскинской эпопее. — Хабаровск: Кн. изд., 1985. — 160 с.;
- Гурбан Н. Я., Филонов А. М., Грачев А. В., Хромов В. В. Пограничники-дальневосточники накануне и в годы войны с гитлеровской Германией и милитаристской Японией (1930-е — 1945 гг.). Монография. — Хабаровск, 2015. — 191 с., ил. стр. 186;
- Дальневосточное морское пароходство: 1880—1980. К 100-летию. Науч. ред. чл.-корр. АН СССР А. И. Крушанов. — Владивосток: Дальневосточное кн. изд., 1980. — 590 с., ил., стр. 156—157;
- 90 лет на страже Отечества. — М.: Управление авиации ФСБ, 2013. — 36 с., стр. 11. (о награждении экипажа Светогорова именными часами: штурмана отряда Тесакова, авиатехника Юрченко, моториста Жука);
- Даниленко В. Ф. Крылья Дальнего Востока. — Хабаровск: Кн. изд., 1972. — 192 с., ил.,
- Даниленко В. Ф. Крылья Дальнего Востока. Рассказ о 50-летней истории гражданской авиации на Дальнем Востоке. — 2-е изд., перераб. — Хабаровск: Кн. изд., 1980. — 158 с., стр. 13, 24;
- Даниленко В. Ф. Пока откладываются полеты: Рассказы. О случаях курьезных, героических, трагических и комических. — Хабаровск, 1990. — 208 с.;
- Демин А. А. Слава героям-летчикам или.. Ода ездовым собакам и чрезвычайным тройкам (забытые страницы челюскинской эпопеи)[85] / Легенды и мифы авиации. Из истории отечественной и мировой авиации: Сб. статей. Вып. 4. Ред.-сост. А. А. Демин. — М.: Русские витязи, 2012. — 288 с.;
- Дудаков А. Г. Рождённый в тридцатых. Исторические справки, очерки, фотодокументы/ Хабаровскому авиаспортклубу 70 лет. — Хабаровск: КС РОСТО, 2001. — 178 с.,
- Дудаков А. Г. Нина Распопова: «Ночная ведьма». / Отчизны верные сыны. Очерки о руководителях, активистах и воспитанниках ОСОАВИАХИМа-ДОСААФ-РОСТО (ДОСААФ). Ред. кол.: Анохин А. И., Дранишников В. П., Наместников В. Н., Степанов В. В., Федулов С. В. — М.: Изд. Тактика, 2004. — 352 с., ил.; стр. 163—168 (об инструкторе Светогорове[86]);
- Дудаков А. Г. Рождённый в тридцатых. Исторические справки, очерки, фотодокументы/ Хабаровскому авиаспортклубу 75 лет. — 2-е изд., доп. и испр. — Хабаровск: КС РОСТО, 2006. — 366 с., стр. 9;
- Каргин М. И. Всегда на высоте: Исторический очерк посвящён 75-летию образования Краснознаменной авиационной части [ФСБ РФ] (О Петропавловск-Камчатском объединенном авиационном отряде ФСБ России). Ред. В. Слабука. — Владивосток: Русский остров, 2009. — 240 с., ил.;
- Лебедев А. А., Мазурук И. П. Над Арктикой и Антарктикой. — М.: Мысль, 1991. — 317 с., ил., стр. 10-11;
- Ляпидевский А. В. Пятое марта. — М.: Мол. гвардия, 1935. — 109 с.;
- Мазурук И. П., Лебедев А. А. Летчики-испытатели Аэрофлота. — М.: Машиностроение, 1991. — 192 с.;
- Музалевский М. В. Почётные чекисты: 1932—1939. Кн. 3. М-С. — М.: РИЦ Кавалеръ, 2010. — 148 с. (Историческая библиотека Кавалеръ, вып. № 25), стр. 138;
- Новиков В. С. Крылья границы: Историко-документальный очерк. — М.: Граница, 2008. — 455 с., ил., стр. 43, 101;
- Петров Г. Ф. Гидросамолеты и экранопланы России. 1910—1999. — М.: Русское авиационное акционерное общество (РУСАВИА), 2000. — 248 с., ил., стр. 104. (Savoia-Marchetti S.55);
- Пивенштейн Б. А. Гора Дионисия закрыта. Ред. Е. Цитович. — М.: Мол. гвардия, 1935. — 112 с., ил.;
- Пивенштейн Б. А. Путь в Уэллен. Ред. Д. Д. Нагишкин. — Хабаровск: Дальгиз, 1936. — 206 с.;
- Пограничные войска СССР. 1929—1938: Сборник документов и материалов. Сост.: П. А. Иванчишин, А. И. Чугунов. — М.: Наука, 1972. — 775 с., документ № 381 стр. 410; документ № 387 стр. 414, документ № 390 стр. 415—416;
- Почтарев А. Н., Горбунова Л. И. Полярная авиация России 1914—1945 г. г. Кн. 1. — М.: Европейские издания — Paulsen, 2011. — 590 с., ил., стр. 205;
- Пронякин К. А. Красный сон Светогорова: документально-историческое повествование. — Хабаровск: Издательство Хворова А. Ю., 2016. — 56 с., ил. (Серия: История развития гражданской авиации на Дальнем Востоке);
- Пронякин К. А. Челюскинская эпопея: сб. очерков, посвященных 85-летию спасения челюскинской экспедиции. — Магадан: Охотник, 2018. — 64 с. (Музейный центр «Наследие Чукотки»);
- Токарь Л. Н. Униформа российского гражданского воздушного флота 1929—2006. — М.: Русские Витязи, 2008. — 184 с., ил.;
- Хват Л. Б. Три путешествия к Берингову проливу. Записки журналиста. — М.; — Л.: Главсевморпути, 1949. — 280 с., стр. 52[87];
- Шмидт О. Ю., Баевский И. Л., Мехлис Л. З. Героическая эпопея: Поход Челюскина/ В 2 т.т. Т. 1. Северный морской путь. — М.: Правда, 1934. — 422 с.;
- Шмидт О. Ю., Баевский И. Л., Мехлис Л. З. Героическая эпопея: Поход Челюскина/ В 2 т.т. Т. 2. Ледяной лагерь. — М.: Правда, 1934. — 468 с.[88];
- Шмидт О. Ю., Баевский И. Л., Мехлис Л. З. Героическая эпопея: Как мы спасали челюскинцев [Т.3]: А. Ляпидевский, С. Леваневский, М. Слепнев, В. Молоков, Н. Каманин, М. Водопьянов, И. Доронин. — М.: Правда, 1934. — 404 с.,
- Ministero Dell’Aeronautica. Direzione Generale Delle Costruzioni e Degli Approvvigionamenti. Idrovolante «Savoia-Marchetti» Tipo S.55X0 I.F. ASSO 750 Serie 24+1 Scafi Allargatissimi. Per Crocera Societa' Idrovolanti Alta Italia Sesto Calende. Istruzioni Per Il Montaggio e Per la Regolazione. — Roma: Tip. lit. Carlo Lazzati — Gallarate, 1933. — 96 p. (инструкция по монтажу и регулировке).
- Пронякин К. А. Первые летчики на Дальнем Востоке России: влетевшие в историю (справочник. 196 биографий). К 80-летию Хабаровского края, к 95-летию Гражданского Воздушного флота России и к 100-летию Восточного военного округа. Приветствия: Героя России Г. В. Жидко, С. И. Авакянца, С. И. Фургала, А. С. Николаева; предисл. Т. В. Барановой; послесл.: А. М. Будника, В. М. Куканова. — Хабаровск: ООО «МедиаМост»; РГО, 2019. —160 с., ил. (Серия: История развития авиации на Дальнем Востоке), стр. 89, 92-93.